# استفانی شو
استفانی ان شو (انگلیسی: Stephanie Ann Hsu; ‎/ˈʃuː/‎ SHOO؛ زادهٔ ۲۵ نوامبر ۱۹۹۰) یک هنرپیشه اهل ایالات متحده آمریکا است. او نقش‌های تئاتری کریستین کانیگولا را در خونسردتر باش و کارن در باب اسفنجی موزیکال را آغاز و هر دو را در برادوی اجرا کرد. او روی پرده نقشی را در مجموعهٔ تلویزیونی خانم میزل شگفت‌انگیز (از سال ۲۰۱۹) قبل از بازی در فیلم همه‌چیز همه‌جا به یکباره (۲۰۲۲) ایفا کرد که برای آن مورد تحسین منتقدان قرار گرفت و نامزد جایزه اسکار بهترین بازیگر نقش مکمل زن شد.

## اوایل زندگی
شو از یک مادر مجرد در تورانس، کالیفرنیا به دنیا آمد. مادربزرگ مادری او سرزمین اصلی چین را به مقصد تایوان ترک کرده بود و مادر شو را در نوجوانی به دلایل تحصیلی به ایالات متحده فرستاد. شو در دبیرستان شبه‌جزیره پالوس ورده شرکت کرد. او به بروکلین نقل مکان کرد تا تئاتر را دنبال کند و در سال ۲۰۱۲ از مدرسه هنر تیش فارغ‌التحصیل شد. او همچنین با شرکت تئاتر آتلانتیک آموزش دید.

## حرفه
شو کار خود را در تئاتر تجربی و کمدی آغاز کرد. او از سال ۲۰۱۳ تا ۲۰۱۵ به‌طور منظم در سریال کد دختر ام‌تی‌وی شرکت کرد. او اولین نقش تلویزیونی خود را به عنوان جوی آرمسترانگ در سریال مسیر از هولو دریافت کرد.
شو برای اولین جدول‌خوانی موزیکال باب‌اسفنجی شلوارمکعبی در سال ۲۰۱۲ فراخوانده شد تا برای کارن، کامپیوتر انسان‌نما، آواز بخواند. او در سال ۲۰۱۶ در شیکاگو به ایفای این شخصیت روی صحنه رفت و در سال ۲۰۱۷ اولین بازی خود را در برادوی انجام داد.
در همین حال، شو شخصیت اصلی کریستین کانیگولا را در اولین اجرا از خونسردتر باش در تئاتر منطقه‌ای تو ریور در رد بنک، نیوجرسی خلق کرد. او این نقش را در اجرای خارج از برادوی در مرکز امضای میدان پرشینگ در سال ۲۰۱۸ و اجرای برادوی در تئاتر لایسییم در سال ۲۰۱۹ بازی کرد و برای آن نامزدی جایزهٔ لوسیل لورتل و دراما دسک را دریافت کرد.
شو در سال ۲۰۱۹ به گروه بازیگران سریال آمازون پرایم برای فصل سوم خانم میزل شگفت‌انگیز در نقش می لین پیوست. او و بقیهٔ بازیگران برنده جایزه ساگ ۲۰۲۰ برای بهترین گروه در یک سریال کمدی شدند. شو در فیلم مستقل میخواهیش ۲۰۲۰ بازی کرد.
شو در نقش جوی وانگ، دختر شخصیت میشل یئو، و نقش آنتاگونیست جوبو توپاکی در فیلم علمی تخیلی کمدی ای ۲۴، همه‌چیز همه‌جا به یکباره بازی کرد. این فیلم در ۲۰۲۲ در جنوب از جنوب غربی با تحسین منتقدان اکران شد. در آوریل ۲۰۲۱، اعلام شد که شو در فیلم آینده ادل لیم بازی خواهد کرد. در آوریل ۲۰۲۱، اعلام شد که شو در سری جدید پوکر فیس توسط ریان جانسن و ناتاشا لیون بازی خواهد کرد. او همچنین قرار است در سریال چینی متولد آمریکا از دیزنی پلاس ظاهر شود و دوباره با یئو متحد می‌شود.

## فیلم‌شناسی

### فیلم
| سال  | عنوان                    | نقش                     | یادداشت |
| ---- | ------------------------ | ----------------------- | ------- |
| ۲۰۱۰ | دروغگوی چهار چهره        | حامی                    |         |
| ۲۰۲۰ | می‌خواهیش                 | جنی                     |         |
| ۲۰۲۱ | شانگ چی و افسانه ده حلقه | سو (دوست متأهل شانگ چی) |         |
| ۲۰۲۲ | همه‌چیز همه‌جا به یکباره   | جوی وانگ / جوبو توپاکی  |         |

### تلویزیون
| سال        | عنوان                      | نقش             | یادداشت                           |
| ---------- | -------------------------- | --------------- | --------------------------------- |
| ۲۰۱۳–۲۰۱۵  | کد دختر                    | خودش            | ۵۶ قسمت                           |
| ۲۰۱۶       | کیمی اشمیت شکست‌ناپذیر      | معترض           | اپیزود: «کیمی به یک نمایش می‌رود!» |
| ۲۰۱۶–۲۰۱۸  | مسیر                       | جوی آرمسترانگ   | نقش تکرارشونده؛ ۱۹ قسمت           |
| ۲۰۱۹–اکنون | خانم میزل شگفت‌انگیز        | می لین          | نقش تکرارشونده (فصل ۳–)           |
| ۲۰۲۰–۲۰۲۱  | آکوافینا نورا از کوینز است | شو شو           | ۲ قسمت                            |
| TBA        | چینی متولد آمریکا          | شیجی نیانگنیانگ | سریال آینده                       |

### وب
| سال  | عنوان                 | نقش    | یادداشت                                          |
| ---- | --------------------- | ------ | ------------------------------------------------ |
| ۲۰۱۲ | جست اورجینال          | براندی | اپیزود: «بهترین استدلال برای پیشگیری از بارداری» |
| ۲۰۱۶ | نیویورک مقرون به صرفه | سریز   | قسمت: «آپارتمان»                                 |
| ۲۰۱۸ | پسران داخل سالن       | جسیکا  | قسمت: «سورپرایز»                                 |

## صحنه
| سال       | عنوان                  | نقش              | یادداشت                                                                   |
| --------- | ---------------------- | ---------------- | ------------------------------------------------------------------------- |
| ۲۰۱۱      | کارناوال دور شکل مرکزی |                  | تئاتر آی‌آرتی، نیویورک                                                     |
| ۲۰۱۳      | BYUIOO                 | باگیرا           | سالن بدنسازی در جادسون، نیویورک                                           |
| ۲۰۱۴      | شرکت سریع              | بلو              | آنسامبل استودیو تئاتر، نیویورک                                            |
| ۲۰۱۵–۲۰۱۹ | خونسردتر باش           | کریستین کانیگولا | تئاتر دو رودخانه، بانک قرمز سیگناچر سنتر، آف برادوی تئاتر لایسییم، برادوی |
| ۲۰۱۶–۲۰۱۷ | موزیکال باب اسفنجی     | کارن             | شیکاگو برادوی                                                             |

## جوایز و نامزدی‌ها
| سال  | جایزه                                        | رده                                        | اثر                    | نتیجه    | منبع   |
| ---- | -------------------------------------------- | ------------------------------------------ | ---------------------- | -------- | ------ |
| ۲۰۱۷ | مسابقه بهترین فیلم کوتاه                     | بازیگر نقش اول زن                          | دانشجویان              | برنده    |        |
| ۲۰۱۹ | جوایز لوسیل لورتل                            | بازیگر برجسته زن در یک موزیکال             | خونسردتر باش           | نامزدشده | [ ۱۷ ] |
| ۲۰۱۹ | جایزه دراما دسک                              | بازیگر برجسته زن در یک موزیکال             | خونسردتر باش           | نامزدشده | [ ۱۸ ] |
| ۲۰۱۹ | جوایز انتخاب مخاطب برادوی‌وورلد               | اجرای خنده‌دار مورد علاقه                   | خونسردتر باش           | برنده    | [ ۱۹ ] |
| ۲۰۱۹ | جوایز انتخاب مخاطب برادوی‌وورلد               | جفت مورد علاقه روی صحنه                    | خونسردتر باش           | نامزدشده | [ ۱۹ ] |
| ۲۰۲۰ | بیست و ششمین مراسم جایزه انجمن بازیگران فیلم | اجرای برجسته توسط یک گروه در یک سریال کمدی | خانم میزل شگفت‌انگیز    | برنده    | [ ۲۰ ] |
| ۲۰۲۲ | انجمن منتقدان هالیوود                        | بهترین بازیگر نقش مکمل زن                  | همه‌چیز همه‌جا به یکباره | برنده    | [ ۲۱ ] |
| ۲۰۲۳ | جوایز اسکار                                  | بهترین بازیگر نقش مکمل زن                  | همه‌چیز همه‌جا به یکباره | نامزدشده | [ ۲۲ ] |